# Labuche Kang
Labuche Kang (czasem też Lapche Kang, Lobuche Kang I lub Choksiam; chiń. 拉布吉康峰 Lābùjíkāng Fēng) – szczyt w Himalajach. Leży w Tybecie, w Chinach, blisko granicy z Indiami. Jest to 75. szczyt Ziemi.
Pierwszego wejścia na szczyt dokonała 26 października 1987 r. ekspedycja chińsko-japońska (7 Japończyków i 8 Chińczyków), a wśród nich byli A. Deuchi, H. Furukawa, K. Sudo (Japończycy) oraz Wangjia (旺加), Akebu (阿克布), Laji (拉吉), Tonglu (佟璐), Daqiong (达穷), Jibu (普布), Laba (拉巴) oraz Jiala (加拉) (Chińczycy).